# Lijst van districten van India

Districtsgrenzen binnen de deelstaten van India (2017)

India bestaat uit 736 districten (zilla), die verdeeld zijn over de 28 deelstaten en 8 unieterritoria.
Achttien deelstaten kennen tussen het staatsniveau en het districtsniveau nog een extra laag; divisies genaamd. Daarnaast bestaan in India een aantal kleine autonome gebieden, die door de federale overheid zijn aangewezen en een bepaalde mate van autonomie hebben binnen de staat waarin ze liggen. Hoe de districten weer verder zijn onderverdeeld, verschilt per staat; dit gebeurt via tehsils, talukas, mandals, circles of subdivisies.

## Aantal districten per deelstaat
De 736 districten zijn als volgt over de deelstaten en unieterritoria verdeeld:
| Deelstaat                             | Aantal |
| ------------------------------------- | ------ |
| Andamanen en Nicobaren                | 3      |
| Andhra Pradesh                        | 13     |
| Arunachal Pradesh                     | 25     |
| Assam                                 | 33     |
| Bihar                                 | 38     |
| Chandigarh                            | 1      |
| Chhattisgarh                          | 28     |
| Dadra en Nagar Haveli en Daman en Diu | 3      |
| Delhi                                 | 11     |
| Goa                                   | 2      |
| Gujarat                               | 33     |
| Haryana                               | 22     |
| Himachal Pradesh                      | 12     |
| Jammu en Kasjmir                      | 20     |
| Jharkhand                             | 24     |
| Karnataka                             | 30     |
| Kerala                                | 14     |
| Laccadiven                            | 1      |

| Deelstaat      | Aantal |
| -------------- | ------ |
| Ladakh         | 2      |
| Madhya Pradesh | 52     |
| Maharashtra    | 36     |
| Manipur        | 16     |
| Meghalaya      | 11     |
| Mizoram        | 11     |
| Nagaland       | 12     |
| Odisha         | 30     |
| Puducherry     | 4      |
| Punjab         | 22     |
| Rajasthan      | 33     |
| Sikkim         | 4      |
| Tamil Nadu     | 38     |
| Telangana      | 33     |
| Tripura        | 8      |
| Uttarakhand    | 13     |
| Uttar Pradesh  | 75     |
| West-Bengalen  | 23     |

## Alfabetische lijst van districten
In de volgende lijst (bijgewerkt tot 2020) is het inwonertal per district aangegeven volgens de cijfers van de volkstelling van 2011. Een asterisk (*) geeft aan dat het betreffende district pas na 2011 is gecreëerd. Tevens wordt de hoofdplaats van het district vermeld, alsmede de deelstaat waartoe het district behoort.
| District                     | Inwonertal | Hoofdplaats              | Deelstaat                             |
| ---------------------------- | ---------- | ------------------------ | ------------------------------------- |
| A                            |            |                          |                                       |
| Adilabad                     | 2.741.239  | Adilabad                 | Telangana                             |
| Agar Malwa                   | *          | Agar                     | Madhya Pradesh                        |
| Agra                         | 4.380.793  | Agra                     | Uttar Pradesh                         |
| Ahmedabad                    | 7.208.200  | Ahmedabad                | Gujarat                               |
| Ahmednagar                   | 4.543.083  | Ahmednagar               | Maharashtra                           |
| Aizawl                       | 404.054    | Aizawl                   | Mizoram                               |
| Ajmer                        | 2.584.913  | Ajmer                    | Rajasthan                             |
| Akola                        | 1.818.617  | Akola                    | Maharashtra                           |
| Alappuzha                    | 2.121.943  | Alappuzha                | Kerala                                |
| Aligarh                      | 3.673.849  | Aligarh                  | Uttar Pradesh                         |
| Alipurduar                   | *          | Alipurduar               | West-Bengalen                         |
| Alirajpur                    | 728.677    | Alirajpur                | Madhya Pradesh                        |
| Almora                       | 621.927    | Almora                   | Uttarakhand                           |
| Alwar                        | 3.671.999  | Alwar                    | Rajasthan                             |
| Ambala                       | 1.136.784  | Ambala                   | Haryana                               |
| Ambedkar Nagar               | 2.398.709  | Akbarpur                 | Uttar Pradesh                         |
| Amethi                       | 2.549.935  | Gauriganj                | Uttar Pradesh                         |
| Amravati                     | 2.887.826  | Amravati                 | Maharashtra                           |
| Amreli                       | 1.513.614  | Amreli                   | Gujarat                               |
| Amritsar                     | 2.490.891  | Amritsar                 | Punjab                                |
| Amroha                       | 1.838.771  | Amroha                   | Uttar Pradesh                         |
| Anand                        | 2.090.276  | Anand                    | Gujarat                               |
| Anantapur                    | 4.083.315  | Anantapur                | Andhra Pradesh                        |
| Anantnag                     | 1.070.144  | Anantnag                 | Jammu en Kasjmir                      |
| Angul                        | 1.271.703  | Angul                    | Odisha                                |
| Anjaw                        | 21.089     | Hawai                    | Arunachal Pradesh                     |
| Anuppur                      | 749.521    | Anuppur                  | Madhya Pradesh                        |
| Araria                       | 2.806.200  | Araria                   | Bihar                                 |
| Aravalli                     | *          | Modasa                   | Gujarat                               |
| Ariyalur                     | 752.481    | Ariyalur                 | Tamil Nadu                            |
| Arwal                        | 700.843    | Arwal                    | Bihar                                 |
| Ashoknagar                   | 844.979    | Ashoknagar               | Madhya Pradesh                        |
| Auraiya                      | 1.372.287  | Auraiya                  | Uttar Pradesh                         |
| Aurangabad                   | 2.511.243  | Aurangabad               | Bihar                                 |
| Aurangabad                   | 3.695.928  | Aurangabad               | Maharashtra                           |
| Ayodhya                      | 2.468.371  | Ayodhya                  | Uttar Pradesh                         |
| Azamgarh                     | 4.616.509  | Azamgarh                 | Uttar Pradesh                         |
| B                            |            |                          |                                       |
| Badgam (Budgam)              | 735.753    | Badgam (Budgam)          | Jammu en Kasjmir                      |
| Bagalkot                     | 1.890.826  | Bagalkot                 | Karnataka                             |
| Bageshwar                    | 259.840    | Bageshwar                | Uttarakhand                           |
| Baghpat                      | 1.302.156  | Bagpat                   | Uttar Pradesh                         |
| Bahraich                     | 2.384.239  | Bahraich                 | Uttar Pradesh                         |
| Baksa                        | 953.773    | Mushalpur                | Assam                                 |
| Balaghat                     | 1.701.156  | Balaghat                 | Madhya Pradesh                        |
| Balangir                     | 1.648.574  | Balangir                 | Odisha                                |
| Baleshwar (Balasore)         | 2.317.419  | Baleshwar (Balasore)     | Odisha                                |
| Ballia                       | 3.223.642  | Ballia                   | Uttar Pradesh                         |
| Balod                        | *          | Balod                    | Chhattisgarh                          |
| Baloda Bazar                 | *          | Baloda Bazar             | Chhattisgarh                          |
| Balrampur                    | *          | Balrampur                | Chhattisgarh                          |
| Balrampur                    | 2.149.066  | Balrampur                | Uttar Pradesh                         |
| Banaskantha                  | 3.116.045  | Palanpur                 | Gujarat                               |
| Banda                        | 1.799.541  | Banda                    | Uttar Pradesh                         |
| Bandipora                    | 385.099    | Bandipora                | Jammu en Kasjmir                      |
| Bangalore Urban              | 9.588.910  | Bangalore                | Karnataka                             |
| Bangalore Rural              | 987.257    | Bangalore                | Karnataka                             |
| Banka                        | 2.029.339  | Banka                    | Bihar                                 |
| Bankura                      | 3.596.292  | Bankura                  | West-Bengalen                         |
| Banswara                     | 1.798.194  | Banswara                 | Rajasthan                             |
| Barabanki                    | 3.257.983  | Barabanki                | Uttar Pradesh                         |
| Baramulla                    | 1.015.503  | Baramulla                | Jammu en Kasjmir                      |
| Baran                        | 1.223.921  | Baran                    | Rajasthan                             |
| Bareilly                     | 4.465.344  | Bareilly                 | Uttar Pradesh                         |
| Bargarh                      | 1.478.833  | Bargarh                  | Odisha                                |
| Barmer                       | 2.604.453  | Barmer                   | Rajasthan                             |
| Barnala                      | 596.294    | Barnala                  | Punjab                                |
| Barpeta                      | 1.693.190  | Barpeta                  | Assam                                 |
| Barwani                      | 1.385.659  | Barwani                  | Madhya Pradesh                        |
| Bastar                       | 1.302.253  | Jagdalpur                | Chhattisgarh                          |
| Basti                        | 2.461.056  | Basti                    | Uttar Pradesh                         |
| Bathinda                     | 1.388.859  | Bathinda                 | Punjab                                |
| Beed                         | 2.585.962  | Beed                     | Maharashtra                           |
| Begusarai                    | 2.954.367  | Begusarai                | Bihar                                 |
| Belgaum                      | 4.778.439  | Belgaum                  | Karnataka                             |
| Bellary                      | 2.532.383  | Bellary                  | Karnataka                             |
| Bemetara                     | *          | Bemetara                 | Chhattisgarh                          |
| Benares (Varanasi)           | 3.682.194  | Benares (Varanasi)       | Uttar Pradesh                         |
| Betul                        | 1.575.247  | Betul                    | Madhya Pradesh                        |
| Bhadohi (Sant Ravidas Nagar) | 1.554.203  | Gyanpur                  | Uttar Pradesh                         |
| Bhadradri Kothagudem         | *          | Kothagudem               | Telangana                             |
| Bhadrak                      | 1.506.522  | Bhadrak                  | Odisha                                |
| Bhagalpur                    | 3.032.226  | Bhagalpur                | Bihar                                 |
| Bhandara                     | 1.198.810  | Bhandara                 | Maharashtra                           |
| Bharatpur                    | 2.549.121  | Bharatpur                | Rajasthan                             |
| Bharuch                      | 1.550.822  | Bharuch                  | Gujarat                               |
| Bhavnagar                    | 2.877.961  | Bhavnagar                | Gujarat                               |
| Bhilwara                     | 2.410.459  | Bhilwara                 | Rajasthan                             |
| Bhind                        | 1.703.562  | Bhind                    | Madhya Pradesh                        |
| Bhiwani                      | 1.629.109  | Bhiwani                  | Haryana                               |
| Bhojpur                      | 2.720.155  | Arrah                    | Bihar                                 |
| Bhopal                       | 2.368.145  | Bhopal                   | Madhya Pradesh                        |
| Bidar                        | 1.700.018  | Bidar                    | Karnataka                             |
| Bijapur                      | 229.832    | Bijapur                  | Chhattisgarh                          |
| Bijapur                      | 2.175.102  | Bijapur                  | Karnataka                             |
| Bijnor                       | 3.683.896  | Bijnor                   | Uttar Pradesh                         |
| Bikaner                      | 2.367.745  | Bikaner                  | Rajasthan                             |
| Bilaspur                     | 1.961.922  | Bilaspur                 | Chhattisgarh                          |
| Bilaspur                     | 382.056    | Bilaspur                 | Himachal Pradesh                      |
| Birbhum                      | 3.502.387  | Suri                     | West-Bengalen                         |
| Bishnupur                    | 240.363    | Bishnupur                | Manipur                               |
| Biswanath                    | *          | Biswanath Chariali       | Assam                                 |
| Bokaro                       | 2.061.918  | Bokaro                   | Jharkhand                             |
| Bongaigaon                   | 732.639    | Bongaigaon               | Assam                                 |
| Botad                        | *          | Botad                    | Gujarat                               |
| Boudh                        | 439.917    | Boudh                    | Odisha                                |
| Budaun                       | 3.712.738  | Budaun                   | Uttar Pradesh                         |
| Bulandshahr                  | 3.498.507  | Bulandshahr              | Uttar Pradesh                         |
| Buldhana                     | 2.588.039  | Buldhana                 | Maharashtra                           |
| Bundi                        | 1.113.725  | Bundi                    | Rajasthan                             |
| Burhanpur                    | 756.993    | Burhanpur                | Madhya Pradesh                        |
| Buxar                        | 1.707.643  | Buxar                    | Bihar                                 |
| C                            |            |                          |                                       |
| Cachar                       | 1.736.319  | Silchar                  | Assam                                 |
| Calcutta (Kolkata)           | 4.486.679  | Calcutta (Kolkata)       | West-Bengalen                         |
| Centraal-Delhi               | 582.320    | –                        | Delhi                                 |
| Chamarajanagar               | 1.020.962  | Chamarajanagar           | Karnataka                             |
| Chamba                       | 518.844    | Chamba                   | Himachal Pradesh                      |
| Chamoli                      | 391.114    | Gopeshwar                | Uttarakhand                           |
| Champawat                    | 259.315    | Champawat                | Uttarakhand                           |
| Champhai                     | 125.370    | Champhai                 | Mizoram                               |
| Chandauli                    | 1.952.713  | Chandauli                | Uttar Pradesh                         |
| Chandel                      | 144.028    | Chandel                  | Manipur                               |
| Chandigarh                   | 1.055.450  | Chandigarh               | Chandigarh                            |
| Chandrapur                   | 2.194.262  | Chandrapur               | Maharashtra                           |
| Changlang                    | 147.951    | Changlang                | Arunachal Pradesh                     |
| Charaideo                    | *          | Sonari                   | Assam                                 |
| Charkhi Dadri                | *          | Charkhi Dadri            | Haryana                               |
| Chatra                       | 1.042.304  | Chatra                   | Jharkhand                             |
| Chengalpattu                 | *          | Chengalpattu             | Tamil Nadu                            |
| Chennai                      | 7.100.000  | Chennai                  | Tamil Nadu                            |
| Chhatarpur                   | 1.762.857  | Chhatarpur               | Madhya Pradesh                        |
| Chhindwara                   | 2.090.306  | Chhindwara               | Madhya Pradesh                        |
| Chhota Udaipur               | *          | Chhota Udaipur           | Gujarat                               |
| Chikkaballapur               | 1.254.377  | Chikkaballapur           | Karnataka                             |
| Chikmagalur                  | 1.137.753  | Chikmagalur              | Karnataka                             |
| Chirang                      | 481.818    | Kajalgaon                | Assam                                 |
| Chitradurga                  | 1.660.378  | Chitradurga              | Karnataka                             |
| Chitrakoot                   | 990.626    | Chitrakoot Dham (Karwi)  | Uttar Pradesh                         |
| Chittoor                     | 4.170.468  | Chittoor                 | Andhra Pradesh                        |
| Chittorgarh                  | 1.544.392  | Chittorgarh              | Rajasthan                             |
| Churachandpur                | 271.274    | Churachandpur            | Manipur                               |
| Churu                        | 2.041.172  | Churu                    | Rajasthan                             |
| Coimbatore                   | 3.472.578  | Coimbatore               | Tamil Nadu                            |
| Cooch Behar                  | 2.822.780  | Cooch Behar              | West-Bengalen                         |
| Cuddalore                    | 2.600.880  | Cuddalore                | Tamil Nadu                            |
| Cuttack                      | 2.618.708  | Cuttack                  | Odisha                                |
| D                            |            |                          |                                       |
| Dadra en Nagar Haveli        | 343.709    | Silvassa                 | Dadra en Nagar Haveli en Daman en Diu |
| Dahod                        | 2.126.558  | Dahod                    | Gujarat                               |
| Dakshina Kannada             | 2.083.625  | Mangalore                | Karnataka                             |
| Dakshin 24 Parganas          | 8.153.176  | Alipore                  | West-Bengalen                         |
| Dakshin Dinajpur             | 1.670.931  | Balurghat                | West-Bengalen                         |
| Daman                        | 191.173    | Daman                    | Dadra en Nagar Haveli en Daman en Diu |
| Damoh                        | 1.263.703  | Damoh                    | Madhya Pradesh                        |
| Dang                         | 226.769    | Ahwa                     | Gujarat                               |
| Dantewada                    | 533.638    | Dantewada                | Chhattisgarh                          |
| Darbhanga                    | 3.921.971  | Darbhanga                | Bihar                                 |
| Darjeeling                   | 1.842.034  | Darjeeling               | West-Bengalen                         |
| Darrang                      | 908.090    | Mangaldoi                | Assam                                 |
| Datia                        | 786.375    | Datia                    | Madhya Pradesh                        |
| Dausa                        | 1.637.226  | Dausa                    | Rajasthan                             |
| Davanagere                   | 1.946.905  | Davanagere               | Karnataka                             |
| Debagarh                     | 312.164    | Debagarh                 | Odisha                                |
| Dehradun                     | 1.698.560  | Dehradun                 | Uttarakhand                           |
| Deoghar                      | 1.491.879  | Deoghar                  | Jharkhand                             |
| Deoria                       | 3.098.637  | Deoria                   | Uttar Pradesh                         |
| Devbhoomi Dwarka             | *          | Khambhalia               | Gujarat                               |
| Dewas                        | 1.563.107  | Dewas                    | Madhya Pradesh                        |
| Dhalai                       | 377.988    | Ambassa                  | Tripura                               |
| Dhamtari                     | 799.199    | Dhamtari                 | Chhattisgarh                          |
| Dhanbad                      | 2.682.662  | Dhanbad                  | Jharkhand                             |
| Dhar                         | 2.184.672  | Dhar                     | Madhya Pradesh                        |
| Dharmapuri                   | 1.502.900  | Dharmapuri               | Tamil Nadu                            |
| Dharwad                      | 1.846.993  | Dharwad                  | Karnataka                             |
| Dhemaji                      | 688.077    | Dhemaji                  | Assam                                 |
| Dhenkanal                    | 1.192.948  | Dhenkanal                | Odisha                                |
| Dholpur                      | 1.207.293  | Dholpur                  | Rajasthan                             |
| Dhubri                       | 1.948.632  | Dhubri                   | Assam                                 |
| Dhule                        | 2.048.781  | Dhule                    | Maharashtra                           |
| Dibrugarh                    | 1.327.748  | Dibrugarh                | Assam                                 |
| Dima Hasao                   | 213.529    | Haflong                  | Assam                                 |
| Dimapur                      | 379.769    | Dimapur                  | Nagaland                              |
| Dindigul                     | 2.161.367  | Dindigul                 | Tamil Nadu                            |
| Dindori                      | 704.218    | Dindori                  | Madhya Pradesh                        |
| Diu                          | 52.074     | Diu                      | Dadra en Nagar Haveli en Daman en Diu |
| Doda                         | 409.576    | Doda                     | Jammu en Kasjmir                      |
| Dumka                        | 1.321.096  | Dumka                    | Jharkhand                             |
| Dungarpur                    | 1.388.906  | Dungarpur                | Rajasthan                             |
| Durg                         | 3.343.079  | Durg                     | Chhattisgarh                          |
| E                            |            |                          |                                       |
| East Garo Hills              | 317.618    | Williamnagar             | Meghalaya                             |
| East Jaintia Hills           | *          | Khliehriat               | Meghalaya                             |
| East Khasi Hills             | 824.059    | Shillong                 | Meghalaya                             |
| Ernakulam                    | 3.279.860  | Kakkanad                 | Kerala                                |
| Erode                        | 2.259.608  | Erode                    | Tamil Nadu                            |
| Etah                         | 1.761.152  | Etah                     | Uttar Pradesh                         |
| Etawah                       | 1.579.160  | Etawah                   | Uttar Pradesh                         |
| F                            |            |                          |                                       |
| Faridabad                    | 1.798.954  | Faridabad                | Haryana                               |
| Faridkot                     | 618.008    | Faridkot                 | Punjab                                |
| Farrukhabad                  | 1.887.577  | Fatehgarh                | Uttar Pradesh                         |
| Fatehabad                    | 941.522    | Fatehabad                | Haryana                               |
| Fatehgarh Sahib              | 599.814    | Fatehgarh Sahib          | Punjab                                |
| Fatehpur                     | 2.632.684  | Fatehpur                 | Uttar Pradesh                         |
| Fazilka                      | *          | Fazilka                  | Punjab                                |
| Firozabad                    | 2.496.761  | Firozabad                | Uttar Pradesh                         |
| Firozpur                     | 2.026.831  | Firozpur                 | Punjab                                |
| G                            |            |                          |                                       |
| Gadag                        | 1.065.235  | Gadag-Betageri           | Karnataka                             |
| Gadchiroli                   | 1.071.795  | Gadchiroli               | Maharashtra                           |
| Gajapati                     | 575.880    | Paralakhemundi           | Odisha                                |
| Ganderbal                    | 297.003    | Ganderbal                | Jammu en Kasjmir                      |
| Gandhinagar                  | 1.387.478  | Gandhinagar              | Gujarat                               |
| Ganjam                       | 3.520.151  | Chhatrapur               | Odisha                                |
| Garhwa                       | 1.322.387  | Garhwa                   | Jharkhand                             |
| Gariaband                    | *          | Gariaband                | Chhattisgarh                          |
| Gaurela-Pendra-Marwahi       | *          |                          | Chhattisgarh                          |
| Gautam Buddha Nagar          | 1.674.714  | Noida                    | Uttar Pradesh                         |
| Gaya                         | 4.379.383  | Gaya                     | Bihar                                 |
| Ghaziabad                    | 4.661.452  | Ghaziabad                | Uttar Pradesh                         |
| Ghazipur                     | 3.622.727  | Ghazipur                 | Uttar Pradesh                         |
| Giridih                      | 2.445.203  | Giridih                  | Jharkhand                             |
| Gir Somnath                  | *          | Veraval                  | Gujarat                               |
| Goalpara                     | 1.008.959  | Goalpara                 | Assam                                 |
| Godda                        | 1.311.382  | Godda                    | Jharkhand                             |
| Golaghat                     | 1.058.674  | Golaghat                 | Assam                                 |
| Gomati                       | *          | Udaipur                  | Tripura                               |
| Gonda                        | 3.431.386  | Gonda                    | Uttar Pradesh                         |
| Gondia                       | 1.322.331  | Gondia                   | Maharashtra                           |
| Gopalganj                    | 2.558.037  | Gopalganj                | Bihar                                 |
| Gorakhpur                    | 4.436.275  | Gorakhpur                | Uttar Pradesh                         |
| Gulbarga                     | 2.564.892  | Gulbarga                 | Karnataka                             |
| Gumla                        | 1.025.656  | Gumla                    | Jharkhand                             |
| Guna                         | 1.240.938  | Guna                     | Madhya Pradesh                        |
| Guntur                       | 4.889.230  | Guntur                   | Andhra Pradesh                        |
| Gurdaspur                    | 2.299.026  | Gurdaspur                | Punjab                                |
| Gurgaon                      | 1.514.085  | Gurgaon                  | Haryana                               |
| Gwalior                      | 2.030.543  | Gwalior                  | Madhya Pradesh                        |
| H                            |            |                          |                                       |
| Haiderabad                   | 3.943.323  | Haiderabad               | Telangana                             |
| Hailakandi                   | 659.260    | Hailakandi               | Assam                                 |
| Hamirpur                     | 454.293    | Hamirpur                 | Himachal Pradesh                      |
| Hamirpur                     | 1.104.021  | Hamirpur                 | Uttar Pradesh                         |
| Hanumangarh                  | 1.779.650  | Hanumangarh              | Rajasthan                             |
| Haora (Howrah)               | 4.841.638  | Haora (Howrah)           | West-Bengalen                         |
| Hapur                        | 1.338.211  | Hapur                    | Uttar Pradesh                         |
| Harda                        | 570.302    | Harda                    | Madhya Pradesh                        |
| Hardoi                       | 4.091.380  | Hardoi                   | Uttar Pradesh                         |
| Haridwar                     | 1.927.029  | Haridwar                 | Uttarakhand                           |
| Hassan                       | 1.776.221  | Hassan                   | Karnataka                             |
| Hathras                      | 1.565.678  | Hathras                  | Uttar Pradesh                         |
| Haveri                       | 1.598.506  | Haveri                   | Karnataka                             |
| Hazaribagh                   | 1.734.005  | Hazaribagh               | Jharkhand                             |
| Hingoli                      | 1.178.973  | Hingoli                  | Maharashtra                           |
| Hisar                        | 1.742.815  | Hisar                    | Haryana                               |
| Hnahthial                    | *          | Hnahthial                | Mizoram                               |
| Hojai                        | *          | Hojai                    | Assam                                 |
| Hooghly                      | 5.520.389  | Chinsurah                | West-Bengalen                         |
| Hoshangabad                  | 1.240.975  | Hoshangabad              | Madhya Pradesh                        |
| Hoshiarpur                   | 1.582.793  | Hoshiarpur               | Punjab                                |
| I                            |            |                          |                                       |
| Idukki                       | 1.107.453  | Painavu                  | Kerala                                |
| Indore                       | 3.272.335  | Indore                   | Madhya Pradesh                        |
| Imphal-Oost                  | 452.661    | Porompat                 | Manipur                               |
| Imphal-West                  | 514.683    | Lamphelpat               | Manipur                               |
| J                            |            |                          |                                       |
| Jabalpur                     | 2.460.714  | Jabalpur                 | Madhya Pradesh                        |
| Jagatsinghpur                | 1.136.604  | Jagatsinghpur            | Odisha                                |
| Jagtial                      | *          | Jagtial                  | Telangana                             |
| Jaipur                       | 6.663.971  | Jaipur                   | Rajasthan                             |
| Jaisalmer                    | 672.008    | Jaisalmer                | Rajasthan                             |
| Jajpur                       | 1.826.275  | Jajpur                   | Odisha                                |
| Jalandhar                    | 2.181.753  | Jalandhar                | Punjab                                |
| Jalaun                       | 1.670.718  | Orai                     | Uttar Pradesh                         |
| Jalgaon                      | 4.224.442  | Jalgaon                  | Maharashtra                           |
| Jalna                        | 1.958.483  | Jalna                    | Maharashtra                           |
| Jalore                       | 1.830.151  | Jalore                   | Rajasthan                             |
| Jalpaiguri                   | 3.869.675  | Jalpaiguri               | West-Bengalen                         |
| Jammu                        | 1.526.406  | Jammu                    | Jammu en Kasjmir                      |
| Jamnagar                     | 2.159.130  | Jamnagar                 | Gujarat                               |
| Jamtara                      | 790.207    | Jamtara                  | Jharkhand                             |
| Jamui                        | 1.756.078  | Jamui                    | Bihar                                 |
| Jangaon                      | *          | Jangaon                  | Telangana                             |
| Janjgir-Champa               | 1.620.632  | Janjgir                  | Chhattisgarh                          |
| Jashpur                      | 852.043    | Jashpur Nagar            | Chhattisgarh                          |
| Jaunpur                      | 4.476.072  | Jaunpur                  | Uttar Pradesh                         |
| Jayashankar Bhupalpally      | *          | Bhupalpally              | Telangana                             |
| Jehanabad                    | 1.124.176  | Jehanabad                | Bihar                                 |
| Jhabua                       | 1.024.091  | Jhabua                   | Madhya Pradesh                        |
| Jhajjar                      | 956.907    | Jhajjar                  | Haryana                               |
| Jhalawar                     | 1.411.327  | Jhalawar                 | Rajasthan                             |
| Jhansi                       | 2.000.755  | Jhansi                   | Uttar Pradesh                         |
| Jhargram                     | *          | Jhargram                 | West-Bengalen                         |
| Jharsuguda                   | 579.499    | Jharsuguda               | Odisha                                |
| Jhunjhunu                    | 2.139.658  | Jhunjhunu                | Rajasthan                             |
| Jind                         | 1.332.042  | Jind                     | Haryana                               |
| Jiribam                      | *          | Jiribam                  | Manipur                               |
| Jodhpur                      | 3.685.681  | Jodhpur                  | Rajasthan                             |
| Jogulamba Gadwal             | *          | Gadwal                   | Telangana                             |
| Jorhat                       | 1.091.295  | Jorhat                   | Assam                                 |
| Junagadh                     | 2.742.291  | Junagadh                 | Gujarat                               |
| K                            |            |                          |                                       |
| Kabirdham                    | 584.667    | Kawardha                 | Chhattisgarh                          |
| Kadapa (YSR)                 | 2.884.524  | Kadapa                   | Andhra Pradesh                        |
| Kaimur                       | 1.626.900  | Bhabua                   | Bihar                                 |
| Kaithal                      | 1.072.861  | Kaithal                  | Haryana                               |
| Kakching                     | *          | Kakching                 | Manipur                               |
| Kalahandi                    | 1.573.054  | Bhawanipatna             | Odisha                                |
| Kalimpong                    | *          | Kalimpong                | West-Bengalen                         |
| Kallakurichi                 | *          | Kallakurichi             | Tamil Nadu                            |
| Kamareddy                    | *          | Kamareddy                | Telangana                             |
| Kamjong                      | *          | Kamjong                  | Manipur                               |
| Kamle                        | *          | Raga                     | Arunachal Pradesh                     |
| Kamrup                       | 1.517.202  | Amingaon                 | Assam                                 |
| Kamrup Metropolitan          | 1.260.419  | Guwahati                 | Assam                                 |
| Kanchipuram                  | 1.166.401  | Kanchipuram              | Tamil Nadu                            |
| Kandhamal                    | 731.952    | Phulbani                 | Odisha                                |
| Kangpokpi                    | *          | Kangpokpi                | Manipur                               |
| Kangra                       | 1.507.223  | Dharamasala              | Himachal Pradesh                      |
| Kanker                       | 748.593    | Kanker                   | Chhattisgarh                          |
| Kannauj                      | 1.658.005  | Kannauj                  | Uttar Pradesh                         |
| Kannur                       | 2.525.637  | Kannur                   | Kerala                                |
| Kanpur Dehat                 | 1.795.092  | Akbarpur                 | Uttar Pradesh                         |
| Kanpur Nagar                 | 4.572.951  | Kanpur                   | Uttar Pradesh                         |
| Kanyakumari                  | 1.863.178  | Nagercoil                | Tamil Nadu                            |
| Kapurthala                   | 817.668    | Kapurthala               | Punjab                                |
| Karaikal                     | 200.222    | Karaikal                 | Puducherry                            |
| Karauli                      | 1.458.459  | Karauli                  | Rajasthan                             |
| Karbi Anglong                | 965.280    | Diphu                    | Assam                                 |
| Kargil                       | 143.388    | Kargil                   | Ladakh                                |
| Karimganj                    | 1.217.002  | Karimganj                | Assam                                 |
| Karimnagar                   | 3.776.269  | Karimnagar               | Telangana                             |
| Karnal                       | 1.506.323  | Karnal                   | Haryana                               |
| Karur                        | 1.076.588  | Karur                    | Tamil Nadu                            |
| Kasaragod                    | 1.302.600  | Kasaragod                | Kerala                                |
| Kasganj                      | 1.438.156  | Kasganj                  | Uttar Pradesh                         |
| Kathua                       | 615.711    | Kathua                   | Jammu en Kasjmir                      |
| Katihar                      | 3.068.149  | Katihar                  | Bihar                                 |
| Katni                        | 1.291.684  | Katni                    | Madhya Pradesh                        |
| Kaushambi                    | 1.596.909  | Manjhanpur               | Uttar Pradesh                         |
| Kendrapara                   | 1.439.891  | Kendrapara               | Odisha                                |
| Kendujhar                    | 1.802.777  | Kendujhar                | Odisha                                |
| Khagaria                     | 1.657.599  | Khagaria                 | Bihar                                 |
| Khammam                      | 2.797.370  | Khammam                  | Telangana                             |
| Khandwa                      | 1.309.443  | Khandwa                  | Madhya Pradesh                        |
| Khargone                     | 1.872.413  | Khargone                 | Madhya Pradesh                        |
| Khawzawl                     | *          | Khawzawl                 | Mizoram                               |
| Kheda                        | 2.298.934  | Nadiad                   | Gujarat                               |
| Khordha                      | 2.246.341  | Khordha                  | Odisha                                |
| Khowai                       | *          | Khowai                   | Tripura                               |
| Khunti                       | 530.299    | Khunti                   | Jharkhand                             |
| Kinnaur                      | 84.298     | Reckong Peo              | Himachal Pradesh                      |
| Kiphire                      | 74.033     | Kiphire                  | Nagaland                              |
| Kishanganj                   | 1.690.948  | Kishanganj               | Bihar                                 |
| Kishtwar                     | 230.696    | Kishtwar                 | Jammu en Kasjmir                      |
| Kodagu                       | 554.762    | Madikeri                 | Karnataka                             |
| Koderma                      | 717.169    | Koderma                  | Jharkhand                             |
| Kohima                       | 270.063    | Kohima                   | Nagaland                              |
| Kokrajhar                    | 886.999    | Kokrajhar                | Assam                                 |
| Kolar                        | 1.540.231  | Kolar                    | Karnataka                             |
| Kolasib                      | 83.054     | Kolasib                  | Mizoram                               |
| Kolhapur                     | 3.874.015  | Kolhapur                 | Maharashtra                           |
| Kollam                       | 2.629.703  | Kollam                   | Kerala                                |
| Komaram Bheem                | *          | Komaram Bheem (Asifabad) | Telangana                             |
| Kondagaon                    | *          | Kondagaon                | Chhattisgarh                          |
| Koppal                       | 1.391.292  | Koppal                   | Karnataka                             |
| Koraput                      | 1.376.934  | Koraput                  | Odisha                                |
| Korba                        | 1.206.563  | Korba                    | Chhattisgarh                          |
| Koriya                       | 659.039    | Baikunthpur              | Chhattisgarh                          |
| Kota                         | 1.950.491  | Kota                     | Rajasthan                             |
| Kottayam                     | 1.979.384  | Kottayam                 | Kerala                                |
| Kozhikode                    | 3.089.543  | Kozhikode                | Kerala                                |
| Kra Daadi                    | *          | Jamin                    | Arunachal Pradesh                     |
| Krishna                      | 4.529.009  | Masulipatnam             | Andhra Pradesh                        |
| Krishnagiri                  | 1.883.731  | Krishnagiri              | Tamil Nadu                            |
| Kulgam                       | 422.786    | Kulgam                   | Jammu en Kasjmir                      |
| Kullu                        | 437.474    | Kullu                    | Himachal Pradesh                      |
| Kupwara                      | 875.564    | Kupwara                  | Jammu en Kasjmir                      |
| Kurnool                      | 4.046.601  | Kurnool                  | Andhra Pradesh                        |
| Kurukshetra                  | 964.231    | Kurukshetra              | Haryana                               |
| Kurung Kumey                 | 89.717     | Koloriang                | Arunachal Pradesh                     |
| Kushinagar                   | 3.560.830  | Padrauna                 | Uttar Pradesh                         |
| Kutch                        | 2.090.313  | Bhuj                     | Gujarat                               |

| District                            | Inwonertal | Hoofdplaats           | Deelstaat              |
| ----------------------------------- | ---------- | --------------------- | ---------------------- |
| L                                   |            |                       |                        |
| Laccadiven                          | 64.473     | Kavaratti             | Laccadiven             |
| Lahul and Spiti                     | 31.528     | Keylong               | Himachal Pradesh       |
| Lakhimpur                           | 1.040.644  | North Lakhimpur       | Assam                  |
| Lakhimpur Kheri                     | 4.013.634  | Lakhimpur             | Uttar Pradesh          |
| Lakhisarai                          | 1.000.717  | Lakhisarai            | Bihar                  |
| Lalitpur                            | 1.218.002  | Lalitpur              | Uttar Pradesh          |
| Latehar                             | 725.673    | Latehar               | Jharkhand              |
| Latur                               | 2.455.543  | Latur                 | Maharashtra            |
| Lawngtlai                           | 117.444    | Lawngtlai             | Mizoram                |
| Leh                                 | 147.104    | Leh                   | Ladakh                 |
| Lepa Rada                           | *          | Basar                 | Arunachal Pradesh      |
| Lohardaga                           | 461.738    | Lohardaga             | Jharkhand              |
| Lohit                               | 145.538    | Tezu                  | Arunachal Pradesh      |
| Longding                            | 60.000     | Longding              | Arunachal Pradesh      |
| Longleng                            | 50.593     | Longleng              | Nagaland               |
| Lower Dibang Valley                 | 53.986     | Roing                 | Arunachal Pradesh      |
| Lower Siang                         | *          | Likabali              | Arunachal Pradesh      |
| Lower Subansiri                     | 82.839     | Ziro                  | Arunachal Pradesh      |
| Lucknow                             | 4.588.455  | Lucknow               | Uttar Pradesh          |
| Ludhiana                            | 3.487.882  | Ludhiana              | Punjab                 |
| Lunglei                             | 154.094    | Lunglei               | Mizoram                |
| M                                   |            |                       |                        |
| Madhepura                           | 1.994.618  | Madhepura             | Bihar                  |
| Madhubani                           | 4.476.044  | Madhubani             | Bihar                  |
| Madurai                             | 3.991.038  | Madurai               | Tamil Nadu             |
| Mahabubabad                         | *          | Mahabubabad           | Telangana              |
| Maharajganj                         | 2.665.292  | Maharajganj           | Uttar Pradesh          |
| Mahasamund                          | 1.032.275  | Mahasamund            | Chhattisgarh           |
| Mahbubnagar                         | 4.053.028  | Mahbubnagar           | Telangana              |
| Mahé                                | 41.816     | Mahé                  | Puducherry             |
| Mahendragarh                        | 921.680    | Narnaul               | Haryana                |
| Mahisagar                           | *          | Lunavada              | Gujarat                |
| Mahoba                              | 876.055    | Mahoba                | Uttar Pradesh          |
| Mainpuri                            | 1.847.194  | Mainpuri              | Uttar Pradesh          |
| Majuli                              | *          | Garamur               | Assam                  |
| Malappuram                          | 4.110.956  | Malappuram            | Kerala                 |
| Malda                               | 3.997.970  | Ingraj Bazar          | West-Bengalen          |
| Malkangiri                          | 612.727    | Malkangiri            | Odisha                 |
| Mamit                               | 85.757     | Mamit                 | Mizoram                |
| Mancherial                          | *          | Mancherial            | Telangana              |
| Mandi                               | 999.518    | Mandi                 | Himachal Pradesh       |
| Mandla                              | 1.053.522  | Mandla                | Madhya Pradesh         |
| Mandsaur                            | 1.339.832  | Mandsaur              | Madhya Pradesh         |
| Mandya                              | 1.808.680  | Mandya                | Karnataka              |
| Mansa                               | 768.808    | Mansa                 | Punjab                 |
| Marigaon                            | 957.853    | Marigaon              | Assam                  |
| Mathura                             | 2.541.894  | Mathura               | Uttar Pradesh          |
| Mau                                 | 2.205.170  | Mau                   | Uttar Pradesh          |
| Mayiladuthurai                      | *          | Mayiladuthurai        | Tamil Nadu             |
| Mayurbhanj                          | 2.513.895  | Baripada              | Odisha                 |
| Medak                               | 3.033.288  | Medak                 | Telangana              |
| Medchal-Malkajgiri                  | *          | Shamirpet             | Telangana              |
| Meerut                              | 3.447.405  | Meerut                | Uttar Pradesh          |
| Mehsana                             | 2.027.727  | Mehsana               | Gujarat                |
| Mirzapur                            | 2.494.533  | Mirzapur              | Uttar Pradesh          |
| Moga                                | 992.289    | Moga                  | Punjab                 |
| Mohali (Sahibzada Ajit Singh Nagar) | 986.147    | Ajitgarh (Mohali)     | Punjab                 |
| Mokokchung                          | 193.171    | Mokokchung            | Nagaland               |
| Mon                                 | 259.604    | Mon                   | Nagaland               |
| Moradabad                           | 4.773.138  | Moradabad             | Uttar Pradesh          |
| Morbi                               | *          | Morbi                 | Gujarat                |
| Morena                              | 1.965.137  | Morena                | Madhya Pradesh         |
| Muktsar (Sri Muktsar Sahib)         | 902.702    | Muktsar               | Punjab                 |
| Mulugu                              | *          | Mulugu                | Telangana              |
| Mumbai Stad                         | 3.145.966  | Mumbai                | Maharashtra            |
| Mumbai Suburbaan                    | 9.332.481  | Bandra                | Maharashtra            |
| Mungeli                             | *          | Mungeli               | Chhattisgarh           |
| Munger                              | 1.359.054  | Munger                | Bihar                  |
| Murshidabad                         | 7.102.430  | Berhampore            | West-Bengalen          |
| Muzaffarnagar                       | 4.138.605  | Muzaffarnagar         | Uttar Pradesh          |
| Muzaffarpur                         | 4.778.610  | Muzaffarpur           | Bihar                  |
| Mysore                              | 2.994.744  | Mysore                | Karnataka              |
| N                                   |            |                       |                        |
| Nabarangpur                         | 1.218.762  | Nabarangpur           | Odisha                 |
| Nadia                               | 5.168.488  | Krishnanagar          | West-Bengalen          |
| Nagaon                              | 2.826.006  | Nagaon                | Assam                  |
| Nagapattinam                        | 1.614.069  | Nagapattinam          | Tamil Nadu             |
| Nagarkurnool                        | *          | Nagarkurnool          | Telangana              |
| Nagaur                              | 3.309.234  | Nagaur                | Rajasthan              |
| Nagpur                              | 4.653.171  | Nagpur                | Maharashtra            |
| Nainital                            | 955.128    | Nainital              | Uttarakhand            |
| Nalanda                             | 2.872.523  | Bihar Sharif          | Bihar                  |
| Nalbari                             | 769.919    | Nalbari               | Assam                  |
| Nalgonda                            | 3.488.809  | Nalgonda              | Telangana              |
| Namakkal                            | 1.721.179  | Namakkal              | Tamil Nadu             |
| Namsai                              | *          | Namsai                | Arunachal Pradesh      |
| Nanded                              | 3.356.566  | Nanded                | Maharashtra            |
| Nandurbar                           | 1.646.177  | Nandurbar             | Maharashtra            |
| Narayanpet                          | *          | Narayanpet            | Telangana              |
| Narayanpur                          | 140.206    | Narayanpur            | Chhattisgarh           |
| Narmada                             | 590.379    | Rajpipla              | Gujarat                |
| Narsinghpur                         | 1.092.141  | Narsinghpur           | Madhya Pradesh         |
| Nashik                              | 6.109.052  | Nashik                | Maharashtra            |
| Navsari                             | 1.330.711  | Navsari               | Gujarat                |
| Nawada                              | 2.216.653  | Nawada                | Bihar                  |
| Nayagarh                            | 962.215    | Nayagarh              | Odisha                 |
| Neemuch                             | 825.958    | Neemuch               | Madhya Pradesh         |
| Nellore                             | 2.966.082  | Nellore               | Andhra Pradesh         |
| New Delhi                           | 142.004    | –                     | Delhi                  |
| Nicobaren                           | 36.842     | Car Nicobar           | Andamanen en Nicobaren |
| Nilgiris                            | 735.071    | Udhagamandalam (Ooty) | Tamil Nadu             |
| Nirmal                              | *          | Nirmal                | Telangana              |
| Niwari                              | *          | Niwari                | Madhya Pradesh         |
| Nizamabad                           | 2.551.335  | Nizamabad             | Telangana              |
| Noklak                              | *          | Noklak                | Nagaland               |
| Noney                               | *          | Noney (Longmai)       | Manipur                |
| Noord- en Midden-Andaman            | 105.597    | Mayabunder            | Andamanen en Nicobaren |
| Noord-Delhi                         | 887.978    | –                     | Delhi                  |
| Noord-Goa                           | 817.761    | Panaji                | Goa                    |
| Noord-Sikkim                        | 43.354     | Mangan                | Sikkim                 |
| Noord-Tripura                       | 415.946    | Dharmanagar           | Tripura                |
| Noordoost-Delhi                     | 2.241.624  | –                     | Delhi                  |
| Noordwest-Delhi                     | 3.656.539  | –                     | Delhi                  |
| North Garo Hills                    | *          | Resubelpara           | Meghalaya              |
| Nuapada                             | 606.490    | Nuapada               | Odisha                 |
| Nuh                                 | 1.089.406  | Nuh                   | Haryana                |
| O                                   |            |                       |                        |
| Oost-Delhi                          | 1.709.346  | –                     | Delhi                  |
| Oost-Godavari                       | 5.151.549  | Kakinada              | Andhra Pradesh         |
| Oost-Kameng                         | 78.413     | Seppa                 | Arunachal Pradesh      |
| Oost-Siang                          | 99.019     | Pasighat              | Arunachal Pradesh      |
| Oost-Sikkim                         | 281.293    | Gangtok               | Sikkim                 |
| Osmanabad                           | 1.660.311  | Osmanabad             | Maharashtra            |
| P                                   |            |                       |                        |
| Pakke-Kessang                       | *          | Lemmi                 | Arunachal Pradesh      |
| Pakur                               | 899.200    | Pakur                 | Jharkhand              |
| Palakkad                            | 2.810.892  | Palakkad              | Kerala                 |
| Palamu                              | 1.936.319  | Daltonganj            | Jharkhand              |
| Palghar                             | *          | Palghar               | Maharashtra            |
| Pali                                | 2.038.533  | Pali                  | Rajasthan              |
| Palwal                              | 1.040.493  | Palwal                | Haryana                |
| Panchkula                           | 558.890    | Panchkula             | Haryana                |
| Panchmahal                          | 2.388.267  | Godhra                | Gujarat                |
| Panipat                             | 1.202.811  | Panipat               | Haryana                |
| Panna                               | 1.016.028  | Panna                 | Madhya Pradesh         |
| Papum Pare                          | 176.385    | Yupia                 | Arunachal Pradesh      |
| Parbhani                            | 1.835.982  | Parbhani              | Maharashtra            |
| Paschim Bardhaman                   | *          | Asansol               | West-Bengalen          |
| Paschim Champaran                   | 3.935.042  | Bettiah               | Bihar                  |
| Paschim Medinipur                   | 5.094.238  | Medinipur             | West-Bengalen          |
| Pashchimi Singhbhum                 | 1.501.619  | Chaibasa              | Jharkhand              |
| Patan                               | 1.342.746  | Patan                 | Gujarat                |
| Pathanamthitta                      | 1.195.537  | Pathanamthitta        | Kerala                 |
| Pathankot                           | *          | Pathankot             | Punjab                 |
| Patiala                             | 2.892.282  | Patiala               | Punjab                 |
| Patna                               | 5.772.804  | Patna                 | Bihar                  |
| Pauri Garhwal                       | 686.527    | Pauri                 | Uttarakhand            |
| Peddapalli                          | *          | Peddapalli            | Telangana              |
| Perambalur                          | 564.511    | Perambalur            | Tamil Nadu             |
| Peren                               | 95.219     | Peren                 | Nagaland               |
| Phek                                | 163.418    | Phek                  | Nagaland               |
| Pherzawl                            | *          | Pherzawl              | Manipur                |
| Pilibhit                            | 2.037.225  | Pilibhit              | Uttar Pradesh          |
| Pithoragarh                         | 485.993    | Pithoragarh           | Uttarakhand            |
| Poona                               | 9.426.959  | Poona                 | Maharashtra            |
| Poonch                              | 476.820    | Poonch                | Jammu en Kasjmir       |
| Porbandar                           | 586.062    | Porbandar             | Gujarat                |
| Prakasam                            | 3.392.764  | Ongole                | Andhra Pradesh         |
| Pratapgarh                          | 868.231    | Pratapgarh            | Rajasthan              |
| Pratapgarh                          | 3.173.752  | Pratapgarh            | Uttar Pradesh          |
| Prayagraj (Allahabad)               | 5.959.798  | Prayagraj (Allahabad) | Uttar Pradesh          |
| Puducherry                          | 950.289    | Puducherry            | Puducherry             |
| Pudukkottai                         | 1.918.725  | Pudukkottai           | Tamil Nadu             |
| Pulwama                             | 570.060    | Pulwama               | Jammu en Kasjmir       |
| Purba Bardhaman                     | *          | Bardhaman             | West-Bengalen          |
| Purba Champaran                     | 5.082.868  | Motihari              | Bihar                  |
| Purba Medinipur                     | 4.417.377  | Tamluk                | West-Bengalen          |
| Purbi Singhbhum                     | 2.291.032  | Jamshedpur            | Jharkhand              |
| Puri                                | 1.697.983  | Puri                  | Odisha                 |
| Purnia                              | 3.273.127  | Purnia                | Bihar                  |
| Purulia                             | 2.927.965  | Purulia               | West-Bengalen          |
| R                                   |            |                       |                        |
| Raebareli                           | 3.404.004  | Raebareli             | Uttar Pradesh          |
| Raichur                             | 1.924.773  | Raichur               | Karnataka              |
| Raigad                              | 2.635.394  | Alibag                | Maharashtra            |
| Raigarh                             | 1.493.627  | Raigarh               | Chhattisgarh           |
| Raipur                              | 4.062.160  | Raipur                | Chhattisgarh           |
| Raisen                              | 1.331.699  | Raisen                | Madhya Pradesh         |
| Rajanna Sircilla                    | *          | Sircilla              | Telangana              |
| Rajgarh                             | 1.546.541  | Rajgarh               | Madhya Pradesh         |
| Rajkot                              | 3.157.676  | Rajkot                | Gujarat                |
| Rajnandgaon                         | 1.537.520  | Rajnandgaon           | Chhattisgarh           |
| Rajouri                             | 619.266    | Rajouri               | Jammu en Kasjmir       |
| Rajsamand                           | 1.158.283  | Rajsamand             | Rajasthan              |
| Ramanagara                          | 1.082.739  | Ramanagara            | Karnataka              |
| Ramanathapuram                      | 1.337.560  | Ramanathapuram        | Tamil Nadu             |
| Ramban                              | 283.313    | Ramban                | Jammu en Kasjmir       |
| Ramgarh                             | 949.159    | Ramgarh Cantonment    | Jharkhand              |
| Rampur                              | 2.335.398  | Rampur                | Uttar Pradesh          |
| Ranchi                              | 2.912.022  | Ranchi                | Jharkhand              |
| Rangareddy                          | 5.296.741  | Shamshabad            | Telangana              |
| Ranipet                             | *          | Ranipet               | Tamil Nadu             |
| Ratlam                              | 1.454.483  | Ratlam                | Madhya Pradesh         |
| Ratnagiri                           | 1.612.672  | Ratnagiri             | Maharashtra            |
| Rayagada                            | 961.959    | Rayagada              | Odisha                 |
| Reasi                               | 314.714    | Reasi                 | Jammu en Kasjmir       |
| Rewa                                | 2.363.744  | Rewa                  | Madhya Pradesh         |
| Rewari                              | 896.129    | Rewari                | Haryana                |
| Ri-Bhoi                             | 258.380    | Nongpoh               | Meghalaya              |
| Rohtak                              | 1.058.683  | Rohtak                | Haryana                |
| Rohtas                              | 2.962.593  | Sasaram               | Bihar                  |
| Rudraprayag                         | 236.857    | Rudraprayag           | Uttarakhand            |
| Rupnagar                            | 683.349    | Rupnagar              | Punjab                 |
| S                                   |            |                       |                        |
| Sabarkantha                         | 2.427.346  | Himmatnagar           | Gujarat                |
| Sagar                               | 2.378.295  | Sagar                 | Madhya Pradesh         |
| Saharanpur                          | 3.464.228  | Saharanpur            | Uttar Pradesh          |
| Saharsa                             | 1.897.102  | Saharsa               | Bihar                  |
| Sahibganj                           | 1.150.038  | Sahibganj             | Jharkhand              |
| Saiha                               | 56.366     | Saiha                 | Mizoram                |
| Saitual                             | *          | Saitual               | Mizoram                |
| Salem                               | 3.480.008  | Salem                 | Tamil Nadu             |
| Samastipur                          | 4.254.782  | Samastipur            | Bihar                  |
| Samba                               | 318.611    | Samba                 | Jammu en Kasjmir       |
| Sambalpur                           | 1.044.410  | Sambalpur             | Odisha                 |
| Sambhal                             | *          | Bahjoi                | Uttar Pradesh          |
| Sangareddy                          | *          | Sangareddy            | Telangana              |
| Sangli                              | 2.820.575  | Sangli                | Maharashtra            |
| Sangrur                             | 1.654.408  | Sangrur               | Punjab                 |
| Sant Kabir Nagar                    | 1.714.300  | Khalilabad            | Uttar Pradesh          |
| Saraikela Kharsawan                 | 1.063.458  | Saraikela             | Jharkhand              |
| Saran                               | 3.943.098  | Chhapra               | Bihar                  |
| Satara                              | 3.003.922  | Satara                | Maharashtra            |
| Satna                               | 2.228.619  | Satna                 | Madhya Pradesh         |
| Sawai Madhopur                      | 1.338.114  | Sawai Madhopur        | Rajasthan              |
| Sehore                              | 1.311.008  | Sehore                | Madhya Pradesh         |
| Senapati                            | 354.772    | Senapati              | Manipur                |
| Seoni                               | 1.378.876  | Seoni                 | Madhya Pradesh         |
| Serchhip                            | 64.875     | Serchhip              | Mizoram                |
| Shahdara                            | *          | –                     | Delhi                  |
| Shahdol                             | 1.064.989  | Shahdol               | Madhya Pradesh         |
| Shahid Bhagat Singh Nagar           | 614.362    | Nawanshahr            | Punjab                 |
| Shahjahanpur                        | 3.002.376  | Shahjahanpur          | Uttar Pradesh          |
| Shajapur                            | 1.512.353  | Shajapur              | Madhya Pradesh         |
| Shamli                              | *          | Shamli                | Uttar Pradesh          |
| Sheikhpura                          | 634.927    | Sheikhpura            | Bihar                  |
| Sheohar                             | 656.916    | Sheohar               | Bihar                  |
| Sheopur                             | 687.952    | Sheopur               | Madhya Pradesh         |
| Shimla                              | 813.384    | Shimla                | Himachal Pradesh       |
| Shimoga                             | 1.755.512  | Shimoga               | Karnataka              |
| Shivpuri                            | 1.725.818  | Shivpuri              | Madhya Pradesh         |
| Shi Yomi                            | *          | Tato                  | Arunachal Pradesh      |
| Shopian                             | 265.960    | Shopian               | Jammu en Kasjmir       |
| Shravasti                           | 1.114.615  | Shravasti             | Uttar Pradesh          |
| Siang                               | *          | Pangin                | Arunachal Pradesh      |
| Siddharthnagar                      | 2.553.526  | Navgarh               | Uttar Pradesh          |
| Siddipet                            | *          | Siddipet              | Telangana              |
| Sidhi                               | 1.126.515  | Sidhi                 | Madhya Pradesh         |
| Sikar                               | 2.677.737  | Sikar                 | Rajasthan              |
| Simdega                             | 599.813    | Simdega               | Jharkhand              |
| Sindhudurg                          | 848.868    | Oros                  | Maharashtra            |
| Singrauli                           | 1.178.132  | Waidhan               | Madhya Pradesh         |
| Sipahijala                          | *          | Bishramganj           | Tripura                |
| Sirmaur                             | 530.164    | Nahan                 | Himachal Pradesh       |
| Sirohi                              | 1.037.185  | Sirohi                | Rajasthan              |
| Sirsa                               | 1.295.114  | Sirsa                 | Haryana                |
| Sitamarhi                           | 3.419.622  | Sitamarhi             | Bihar                  |
| Sitapur                             | 4.474.446  | Sitapur               | Uttar Pradesh          |
| Sivaganga                           | 1.341.250  | Sivaganga             | Tamil Nadu             |
| Sivasagar                           | 1.150.253  | Sivasagar             | Assam                  |
| Siwan                               | 3.318.176  | Siwan                 | Bihar                  |
| Solan                               | 576.670    | Solan                 | Himachal Pradesh       |
| Solapur                             | 4.315.527  | Solapur               | Maharashtra            |
| Sonbhadra                           | 1.862.612  | Robertsganj           | Uttar Pradesh          |
| Sonipat                             | 1.480.080  | Sonipat               | Haryana                |
| Sonitpur                            | 1.925.975  | Tezpur                | Assam                  |
| South Garo Hills                    | 142.574    | Baghmara              | Meghalaya              |
| South Salmara-Mankachar             | *          | Hatsingimari          | Assam                  |
| South West Garo Hills               | *          | Ampati                | Meghalaya              |
| South West Khasi Hills              | *          | Mawkyrwat             | Meghalaya              |
| Sri Ganganagar                      | 1.969.520  | Sri Ganganagar        | Rajasthan              |
| Srikakulam                          | 2.699.471  | Srikakulam            | Andhra Pradesh         |
| Srinagar                            | 1.269.751  | Srinagar              | Jammu en Kasjmir       |
| Subarnapur (Sonepur)                | 652.107    | Subarnapur (Sonepur)  | Odisha                 |
| Sukma                               | *          | Sukma                 | Chhattisgarh           |
| Sultanpur                           | 3.790.922  | Sultanpur             | Uttar Pradesh          |
| Sundargarh                          | 2.080.664  | Sundargarh            | Odisha                 |
| Supaul                              | 2.228.397  | Supaul                | Bihar                  |
| Surajpur                            | *          | Surajpur              | Chhattisgarh           |
| Surat                               | 4.996.391  | Surat                 | Gujarat                |
| Surendranagar                       | 1.755.873  | Surendranagar         | Gujarat                |
| Surguja                             | 420.661    | Ambikapur             | Chhattisgarh           |
| Suryapet                            | *          | Suryapet              | Telangana              |
| T                                   |            |                       |                        |
| Tamenglong                          | 140.143    | Tamenglong            | Manipur                |
| Tapi                                | 806.489    | Vyara                 | Gujarat                |
| Tarn Taran                          | 1.120.070  | Tarn Taran            | Punjab                 |
| Tawang                              | 49.950     | Tawang                | Arunachal Pradesh      |
| Tehri Garhwal                       | 616.409    | New Tehri             | Uttarakhand            |
| Tengnoupal                          | *          | Tengnoupal            | Manipur                |
| Tenkasi                             | *          | Tenkasi               | Tamil Nadu             |
| Thane                               | 11.060.148 | Thane                 | Maharashtra            |
| Thanjavur                           | 2.402.781  | Thanjavur             | Tamil Nadu             |
| Theni                               | 1.243.684  | Theni                 | Tamil Nadu             |
| Thoothukudi                         | 1.738.376  | Thoothukudi           | Tamil Nadu             |
| Thoubal                             | 420.517    | Thoubal               | Manipur                |
| Thrissur                            | 3.110.327  | Thrissur              | Kerala                 |
| Tikamgarh                           | 1.444.920  | Tikamgarh             | Madhya Pradesh         |
| Tinsukia                            | 1.316.948  | Tinsukia              | Assam                  |
| Tirap                               | 111.997    | Khonsa                | Arunachal Pradesh      |
| Tiruchirappalli                     | 2.713.858  | Tiruchirappalli       | Tamil Nadu             |
| Tirunelveli                         | 1.665.253  | Tirunelveli           | Tamil Nadu             |
| Tirupattur                          | *          | Tirupattur            | Tamil Nadu             |
| Tirupur                             | 2.471.222  | Tirupur               | Tamil Nadu             |
| Tiruvallur                          | 3.725.697  | Tiruvallur            | Tamil Nadu             |
| Tiruvannamalai                      | 2.468.965  | Tiruvannamalai        | Tamil Nadu             |
| Tiruvarur                           | 1.268.094  | Tiruvarur             | Tamil Nadu             |
| Tonk                                | 1.421.711  | Tonk                  | Rajasthan              |
| Trivandrum                          | 3.307.284  | Trivandrum            | Kerala                 |
| Tuensang                            | 196.596    | Tuensang              | Nagaland               |
| Tumkur                              | 2.681.449  | Tumkur                | Karnataka              |
| U                                   |            |                       |                        |
| Udaipur                             | 3.067.549  | Udaipur               | Rajasthan              |
| Udalguri                            | 832.769    | Udalguri              | Assam                  |
| Udhampur                            | 555.357    | Udhampur              | Jammu en Kasjmir       |
| Udham Singh Nagar                   | 1.648.367  | Rudrapur              | Uttarakhand            |
| Udupi                               | 1.177.908  | Udupi                 | Karnataka              |
| Ujjain                              | 1.986.864  | Ujjain                | Madhya Pradesh         |
| Ukhrul                              | 183.115    | Ukhrul                | Manipur                |
| Umaria                              | 643.579    | Umaria                | Madhya Pradesh         |
| Una                                 | 521.057    | Una                   | Himachal Pradesh       |
| Unakoti                             | *          | Kailashahar           | Tripura                |
| Unnao                               | 3.110.595  | Unnao                 | Uttar Pradesh          |
| Upper Dibang Valley                 | 7.948      | Anini                 | Arunachal Pradesh      |
| Upper Siang                         | 35.289     | Yingkiong             | Arunachal Pradesh      |
| Upper Subansiri                     | 83.205     | Daporijo              | Arunachal Pradesh      |
| Uttara Kannada                      | 1.353.299  | Karwar                | Karnataka              |
| Uttar 24 Parganas                   | 10.082.852 | Barasat               | West-Bengalen          |
| Uttar Dinajpur                      | 3.000.849  | Raiganj               | West-Bengalen          |
| Uttarkashi                          | 329.686    | Uttarkashi            | Uttarakhand            |
| V                                   |            |                       |                        |
| Vadodara                            | 3.639.775  | Vadodara              | Gujarat                |
| Vaishali                            | 3.495.021  | Hajipur               | Bihar                  |
| Valsad                              | 1.703.068  | Valsad                | Gujarat                |
| Vellore                             | 1.614.242  | Vellore               | Tamil Nadu             |
| Vidisha                             | 1.458.212  | Vidisha               | Madhya Pradesh         |
| Vikarabad                           | *          | Vikarabad             | Telangana              |
| Villupuram                          | 2.093.003  | Viluppuram            | Tamil Nadu             |
| Virudhunagar                        | 1.943.309  | Virudhunagar          | Tamil Nadu             |
| Visakhapatnam                       | 4.288.113  | Visakhapatnam         | Andhra Pradesh         |
| Vizianagaram                        | 2.342.868  | Vizianagaram          | Andhra Pradesh         |
| W                                   |            |                       |                        |
| Wanaparthy                          | *          | Wanaparthy            | Telangana              |
| Warangal Rural                      | *          | Warangal              | Telangana              |
| Warangal Urban                      | *          | Warangal              | Telangana              |
| Wardha                              | 1.296.157  | Wardha                | Maharashtra            |
| Washim                              | 1.196.714  | Washim                | Maharashtra            |
| Wayanad                             | 816.558    | Kalpetta              | Kerala                 |
| West-Delhi                          | 2.543.243  | –                     | Delhi                  |
| West Garo Hills                     | 642.923    | Tura                  | Meghalaya              |
| West-Godavari                       | 3.934.782  | Eluru                 | Andhra Pradesh         |
| West Jaintia Hills                  | *          | Jowai                 | Meghalaya              |
| West-Kameng                         | 87.013     | Bomdila               | Arunachal Pradesh      |
| West Karbi Anglong                  | *          | Hamren                | Assam                  |
| West Khasi Hills                    | 385.601    | Nongstoin             | Meghalaya              |
| West-Siang                          | 112.272    | Along                 | Arunachal Pradesh      |
| West-Sikkim                         | 136.299    | Gyalshing (Geyzing)   | Sikkim                 |
| West-Tripura                        | 917.534    | Agartala              | Tripura                |
| Wokha                               | 166.239    | Wokha                 | Nagaland               |
| Y                                   |            |                       |                        |
| Yadadri Bhuvanagiri                 | *          | Bhongir (Bhuvanagiri) | Telangana              |
| Yadgir                              | 1.172.985  | Yadgir                | Karnataka              |
| Yamuna Nagar                        | 1.214.162  | Yamuna Nagar          | Haryana                |
| Yanam                               | 55.626     | Yanam                 | Puducherry             |
| Yavatmal                            | 2.775.457  | Yavatmal              | Maharashtra            |
| Z                                   |            |                       |                        |
| Zuid-Andaman                        | 238.142    | Port Blair            | Andamanen en Nicobaren |
| Zuid-Delhi                          | 2.731.929  | –                     | Delhi                  |
| Zuid-Goa                            | 639.962    | Margao                | Goa                    |
| Zuid-Sikkim                         | 146.742    | Namchi                | Sikkim                 |
| Zuid-Tripura                        | 433.737    | Belonia               | Tripura                |
| Zuidoost-Delhi                      | *          | –                     | Delhi                  |
| Zuidwest-Delhi                      | 2.292.958  | –                     | Delhi                  |
| Zunheboto                           | 141.014    | Zunheboto             | Nagaland               |